# Иохим, Карл Иванович
Карл Иванович Иохим (Иоахим) (1805—1859) — российский художник; литейщик, изобретатель гальванических шрифтов.

## Биография
Родился в 1805 году в семье известного петербургского каретного мастера. Рисуя в детстве экипажи своего отца, он обратил на себя внимание и получил возможность стать вольноприходящим учеником Императорской академии художеств, где занимался у Зауервейда и Брюллова.
Исполненные им 12 больших рисунков подробной анатомии лошади в 1837—1838 годах, он передал в благодарность за возможность учиться Обществу поощрения художников; 11 апреля 1842 года получил малую серебряную медаль за рисунок с натуры и 26 сентября того же года был выпущен из академии со звание неклассного художника по исторической живописи. Увлёкся изобретённой к этому времени гальванопластикой, с помощью которой «заменил в типографских буквах свинцовое очко — медным, чтобы придать им бо́льшую чистоту и особую прочность», за что был удостоен Демидовской премии.
Отлил для типографий 100 пудов новых шрифтов; рассчитывал их отправлять даже за границу, но заболел и перенёс серьёзную операцию. Не успев окрепнуть, снова заболел, холерой, которую ослабевший организм не перенёс; он скончался 15 (27) мая 1859 года.